# Bal u starego Joska
Bal u starego Joska (Bal na Gnojnej) – walc skomponowany przez Fanny Gordon do słów Juliana Krzewińskiego i Leopolda Brodzińskiego, dla jednego z warszawskich teatrów rewiowych ok. 1934 roku. Jedna z najpopularniejszych polskich piosenek z gatunku piosenek apaszowskich.
Pierwsze nagranie płytowe Tadeusza Faliszewskiego pochodzi z ok. 1933/1934 roku.
Walc opisuje kawiarnię przy ulicy Gnojnej w Warszawie, która na początku wieku została przemianowana na ulicę Rynkową. Lokal przy Rynkowej 7 był prowadzony do 1932 przez „Grubego Joska”.  „Gruby Josek” (Józef Ładowski) umarł 7 października 1932 roku. Kawiarnia była odwiedzana była przez osoby z towarzystwa, które po zabawie w wytwornych lokalach szukały silniejszych wrażeń w podejrzanej spelunce. Kawiarnia była popularna wśród woźniców, handlarzy i tragarzy z Hali Mirowskiej, a także literatów i polityków.
Przypuszczalnie tekst został napisany dla jednego z warszawskich teatrów lub kabaretów rewiowych, bowiem kompozytorka Fanny Gordon i autorzy tekstu, Julian Krzewiński i Leopold Brodziński, byli twórcami pierwszej polskiej operetki Yacht miłości, granej w tym czasie w Teatrze 8:30. W styczniu 1933 roku w teatrze rewiowym Morskie Oko dawano rewię Dodatek Nadzwyczajny, w której motywem przewodnim była  wędrówka po zaułkach i spelunach wielkiego miasta, jednym z etapów tej podróży była kawiarnia U Joska na Gnojnej.